# Bọ gai
Bọ gai (Danh pháp khoa học: Dicladispa armigera) là một loài bọ trong họ Hispidae. Chúng là một loài côn trùng hại lúa dữ dội và là đối tượng tiểu trừ trong nông nghiệp.

## Phân bố
Chúng là một loài bọ hại lúa dữ dội và ngoài lúa, bọ gai có thể sinh sống trên lúa mì, mía, cỏ Digitaria, Leersia, Echinochloa, Zizania. Bọ gai được ghi nhận xuất hiện ở các quốc gia như Ấn Độ, Bangladesh, Bhutan, Miến Điện, Indonesia, Campuchia, Lào, Malaysia, Miến Điện, Nepal, Pakistan, Thái Lan và Việt Nam.

## Đặc điểm
Bọ trưởng thành là một loại bọ cánh cứng nhỏ màu đen, dài 5–6 mm, trên cánh có nhiều gai nhỏ. Trứng đẻ từng quả, hình bầu dục, màu trắng gần đỉnh lá non, được gắn chặt vào lá bằng chất dính do con cái tiết ra. Ấu trùng cơ thể dẹt, màu trắng. Nhộng dẹt, màu nâu. Cả hai nằm trong đường đục giữa 2 lớp biểu bì lá. Vòng đời chúng là từ 25-30 ngày. Bọ trưởng thành đẻ trứng 3-5 ngày và có thể sống hàng tháng. Bọ trưởng thành hoạt động ban ngày, ban đêm ẩn nấp, không vào đèn. Một con cái đẻ trung bình 50 trứng.

## Gây hại
Triệu chứng Bọ trưởng thành gặm lớp mô của mặt trên lá để lại lớp biểu bì tạo thành những đường sọc trắng song song với gân lá. Ấu trùng ăn lớp mô giữa lá để lại lớp biểu bì ở mặt trên và dưới lá tạo thành một túi trắng hình dạng bất thường trên lá, ấu trùng và nhộng nằm trong đó. Một lá lúa có thể bị nhiều bọ gai đục làm lá bị khô bạc trắng, ruộng xơ xác, lúa sinh trưởng kém.